# Gendarmerie nationale (Algeria)
La gendarmerie nationale (in arabo: الدرك الوطني الجزائري) è una forza di polizia a statuto militare posta sotto il controllo del Ministero della Difesa Nazionale. I gendarmi sono abitualmente incaricati del mantenimento dell'ordine nelle zone rurali ed extraurbane e per controllare le frontiere. Il quartier generale si trova a Chéraga.

## Storia
La gendarmerie nationale è stata creata il giorno dopo l'indipendenza del paese dal colonnello Ahmed Bencherif. 
Il corpo simile a quello francese, è un organismo militare competente in tutto il territorio algerino. È parte integrante dell'Esercito popolare nazionale. Le missioni della gendarmeria sono il mantenimento dell'ordine pubblico e l'esecuzione delle leggi del governo.
Nel 1995, il corpo era formato da 90 000 uomini. 
Oggi la Gendarmeria, come tutte le forze di sicurezza dello stato algerino, continua ad essere vittima di attacchi terroristici contro i suoi membri. 
L'attuale direttore generale d'armata è Ghali Belkcir.

## Organizzazione ed organico
La gendarmerie nationale è organizzata in 6 comandamenti regionali (in accordo con la divisione militare), 48 raggruppamenti provinciali, 1 compagnia per ogni distretto, e una brigata per ogni Comune.

## Dotazione

### Armamento
L'armamento in dotazione solitamente viene suddiviso in armamento ordinario (in dotazione a tutto il personale) e armamento speciale (in dotazione solo ad alcuni reparti ed in determinate circostanze).
L'armamento è composto da:
- Glock 17
- Beretta 92
- AK-47